# Cocker (album)
Cocker è un album di Joe Cocker, registrato nel 1986 ed edito nello stesso anno da EMI Records.
La traccia You Can Leave Your Hat On (cover di una canzone di Randy Newman), è stata utilizzata nel film 9 settimane e ½ (1986) diretto da Adrian Lyne.

## Tracce
1. Shelter Me (Nick DiStefano) - 5:36
2. A to Z (Tom Kimmel) - 4:21
3. Don't You Love Me Anymore (Albert Hammond, Diane Warren) - 5:25
4. Living Without Your Love (Michael Bolton, Doug James) - 4:09
5. Don't Drink the Water (Richard Feldman, Pat Robinson) - 3:25
6. You Can Leave Your Hat On (Randy Newman) - 4:14
7. Heart of the Matter (Billy Aerts) - 4:20
8. Inner City Blues (Make Me Wanna Holler) (Marvin Gaye, James Jr. Nyx) - 5:51
9. Love Is on a Fade (Stephen Allen Davis) - 4:04
10. Heaven (Terry Manning) - 4:32

### Bonus Track
1. Tell Me There's a Way (R. Freedland, B. Cantarelli) - 4:04

## Formazione
- Joe Cocker - voce
- Anton Fig - batteria
- Arthur Barrow - sintetizzatore, basso
- Dann Huff - chitarra
- Mike Baird - batteria
- Howie Hersh - tastiera, pianoforte
- Carl Marsh - sintetizzatore, programmazione
- Eric Parker - batteria
- Bernard Edwards - basso
- Michael Boddicker - tastiera
- Richie Zito - chitarra
- Jeff Lorber - tastiera
- Vito Sanfilippo - basso
- Larry Marshall - tastiera, organo Hammond, sintetizzatore
- Randy Jackson - basso
- Eddie Martinez - chitarra
- Mike Moran - tastiera, basso
- Steve Madaio - tromba
- Joel Peskin - trombone
- Dick Hyde - trombone
- Andrew Love - sax
- Mel Collins - sax
- Maxine Green, Diane Warren, Curtis King, Julia Waters, Maxine Waters, Elesecia Wright, Joe Turano, Leslie Smith, Albert Hammond - cori

Note aggiuntive
- Richie Zito - produttore
- Bernard Edwards - produttore